# Cabela's
Cabela's est une entreprise américaine de vente de matériel de chasse, de pêche, de plaisance, de camping, de tir et autres activités pratiquées en extérieur.
L'entreprise est également associée à une série de jeux vidéo : Cabela's.